# Ластовецький Андрій Миколайович

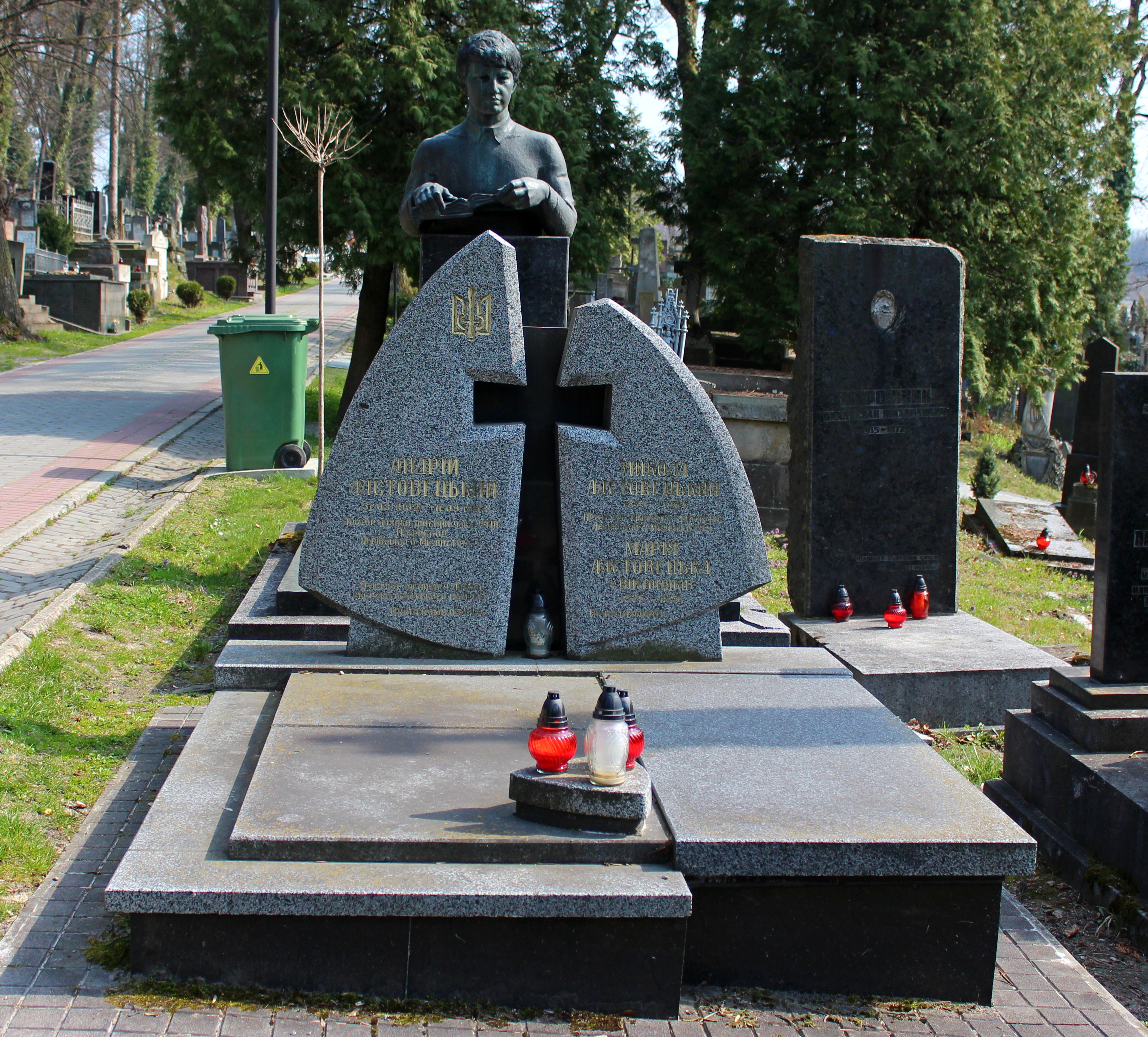

Андрій Миколайович Ластовецький (31 серпня 1902, м. Станиславів — 11 вересня 1943, Львів) — український науковець та педагог, викладач фізики у Львівському університеті (від 1929), професор фізики у Львівському медичному інституті (1939-1943), завідувач кафедри експериментальної фізики (1939-1943), декан (1942-1943). Дійсний член НТШ від 1930.

## Життєпис
Народився у м. Станиславів (тепер — м. Івано-Франківськ) у сім'ї вчителя гімназії. Закінчив з відзнакою Академічну гімназію у Львові (1912—1920). Вчився в Українському (таємному) університеті (1920—1922). Приятель Пласту.
Закінчив фізико-математичний факультет Боннського університету в 1927 році. Працював асистентом кафедри експериментальної фізики Львівського університету (1929—1939), завідувачем кафедри фізики (1939—1943), деканом (1942—1943). Доктор філософії з 1927 року, професор з 1940 року.
Професор Андрій Ластовецький був одним з ініціаторів проведення першого Конгресу українських інженерів і техніків у 1932 році в Львові. Брав активну участь в організації та проведенні V з'їзду українських природодослідників та лікарів, який відбувся 20-22 квітня 1935 року.
Автор близько 30 наукових та науково-популярних праць, серед них підручник фізики для народних шкіл (1938).
Вбитий відділом Кедиву Армії Крайової. Похований на Личаківському цвинтарі (поле № 51).

## Вшанування пам'яті
У 1993 році в головну корпусі Львівської політехніки встановлено пам'ятну стелу «Борцям за волю України», де серед інших вказаний також професор Андрій Ластовецький.